# Frans Wuytack
Frans Wuytack (Sint-Niklaas, 30 september 1934) is een Belgisch humanitair activist, beeldhouwer, dichter en voormalig priester.

## Biografie
Frans Wuytack werd geboren in een arbeiderswijk in Sint-Niklaas. Hij kreeg er het strijdbare socialisme met de paplepel binnengegoten en begon op zijn veertiende te werken op de Boelwerf in de scheepsbouw. Als zeventienjarige werkte hij in 1951 mee in Frankrijk met Abbé Pierre om er arme mensen onderdak en werk te bezorgen. Hij leefde een tijdje tussen deze "voddenrapers". Hierna ging hij naar het seminarie voor laattijdige roepingen te Kortrijk en werd onderpastoor in de parochie Sint-Vincentius te Gent. 
Een aantal jaren later besloot hij naar het buitenland te trekken. Hij volgde lessen aan het Latijns-Amerikacollege in Leuven waar ook bisschop Óscar Romero en Camilo Torres passeerden. Van 1966 tot 1970 werkte hij in de krottenwijken van La Vega, Carapita, El Valle, La Cota te Venezuela. Wuytack koos resoluut voor de bevrijdingstheologie die in die jaren opgang maakte. Hier richtte hij arbeidersraden, volksjuntas en het vrouwenverzet op. Hij werd door de kerk in de ban geslagen en uit het priesterambt ontheven. In die tijd schreef hij volkstoneelstukken zoals ‘Het Proces’, ‘De Revolte’ en ‘De Weg’. In 1970 werd hij een eerste keer het land uitgezet en trok daarom terug naar België.
Terug in zijn vaderland bleef hij zich actief inzetten voor arbeiders. Tijdens de wilde havenstaking te Antwerpen van 1973 kreeg hij als stakingsleider werkuitsluiting en spreekverbod. Alhoewel Wuytack in 1972 uit zijn priesterambt was ontzet werd hij opnieuw gecontacteerd door de Venezolaanse guerrillabeweging en keerde in 1973 terug naar dit land om zich bij de rebellen aan te sluiten. Hij werd er op 20 juni 1974 gevangengenomen en kort daarop uitgewezen. In 1975 smokkelde hij munitie en kogelvrij vesten naar Spanje voor het verzet tegen generaal Franco.
In 1975 nam hij deel aan het experiment Autogestion te Brussel. En hielp hij mee aan het tot stand komen van de havenarbeidercomités in Europees havens. Met zijn beeldhouwerstalent vulde hij de periode van 1976 tot 1979 en werkte hij aan de restauratie van monumenten waaronder de Antwerpse kathedraal. In 1979-1980 werd hij geselecteerd voor het 2de Internationaal symposium voor Beeldhouwkunst te Carrara (Italië).
In 1979 trouwde hij met Leen Van Renterghem. Ze trokken richting Carrara, Italië waar hij zich vestigde als beeldhouwer. Het koppel kreeg vier kinderen: Fabio, Serena (geboren in Italië), Maya en Francesca (geboren in Costa Rica). In de daaropvolgende periode kwamen een aantal dichtbundels van hem uit. Tussen 1984 en 1986 verbleef hij met zijn gezin in Costa Rica. Daar richtte hij een illegaal syndicaat van koffieplukkers en het kunstenaarscollectief Jade op, samen met de kunstschilders Jorge Sánchez, Héctor Marín, Ana Sánchez, schrijvers Francisco Zúñiga en Hugo Díaz en de dichter José Ramírez Saizar. Na enige tijd keerde het gezin terug naar België en legde hij zich toe op het beeldhouwen.
Met België als thuisbasis ondernam hij tijdens de jaren 90 nog enkele vredesacties. In 1990, kort voor de Golfoorlog (1990-1991) maakte hij in Bagdad deel uit van een "levend schild" van vredesactivisten. Ook in 1993, vanwege de oorlog in Bosnië, deed hij een soortgelijke actie. In 1995 werkte hij mee aan de herdenking '50 jaar Hiroshima' en het oprichten van een vredespark in Las Tunas in Cuba.
In 1997 keerde hij terug naar Costa Rica waar hij contacten onderhield met organisaties die zich voor straatkinderen inzetten. In 2000 mocht Wuytack eindelijk terugkeren naar Venezuela, waar hij in Caracas onder een enthousiaste volkstoeloop werd ontvangen.
In 2009 verscheen een biografische film Persona non grata van de hand van zijn zoon Fabio Wuytack.

## Opleidingen
- Kunstacademie te Sint-Niklaas
- Hoger kunstonderwijs Tekenen, boetseren en beeldhouwen aan de Academie Voor Schone Kunsten te Brussel
- Filosofie aan de universiteit van Gent
- Laboratoria di Marmi te Carrara in Italië
- Bronsgieten te Pistoia
- Bronsgieten Te Barcelona in Spanje
- Maya sculpturen
- Priesteropleiding te Kortrijk

## Werk
- Aan het einde van de nacht, dichtbundel 1983
- De overzijde, dichtbundel 1984
- Esfera Humana, dichtbundel 1988
- Verscheidene beeldhouwwerken

## Prijs
- Recht voor de Jaapprijs 2009

## Fotogalerij

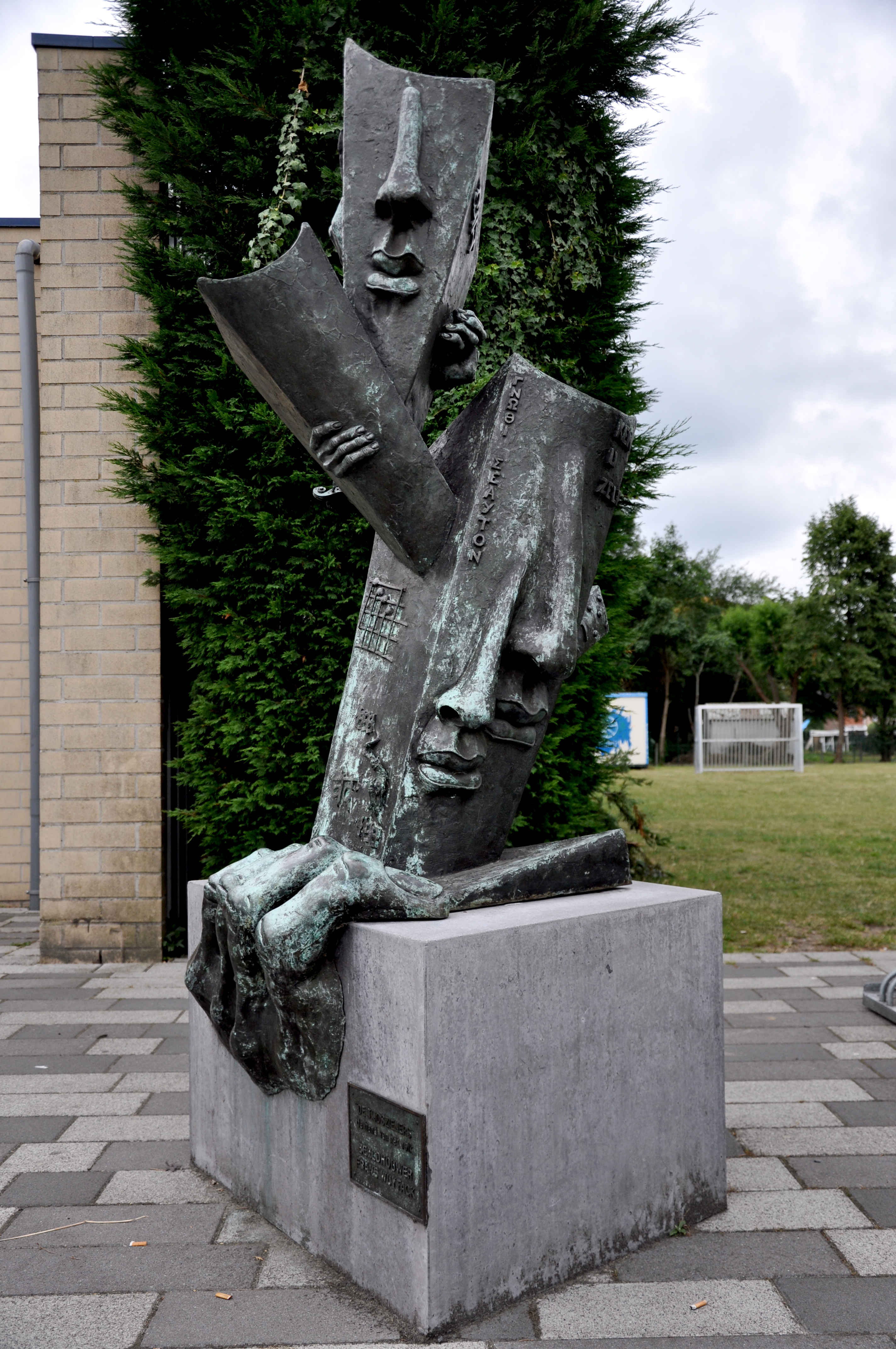
De tijd-zieners, C.C. Wachtebeke, 1998
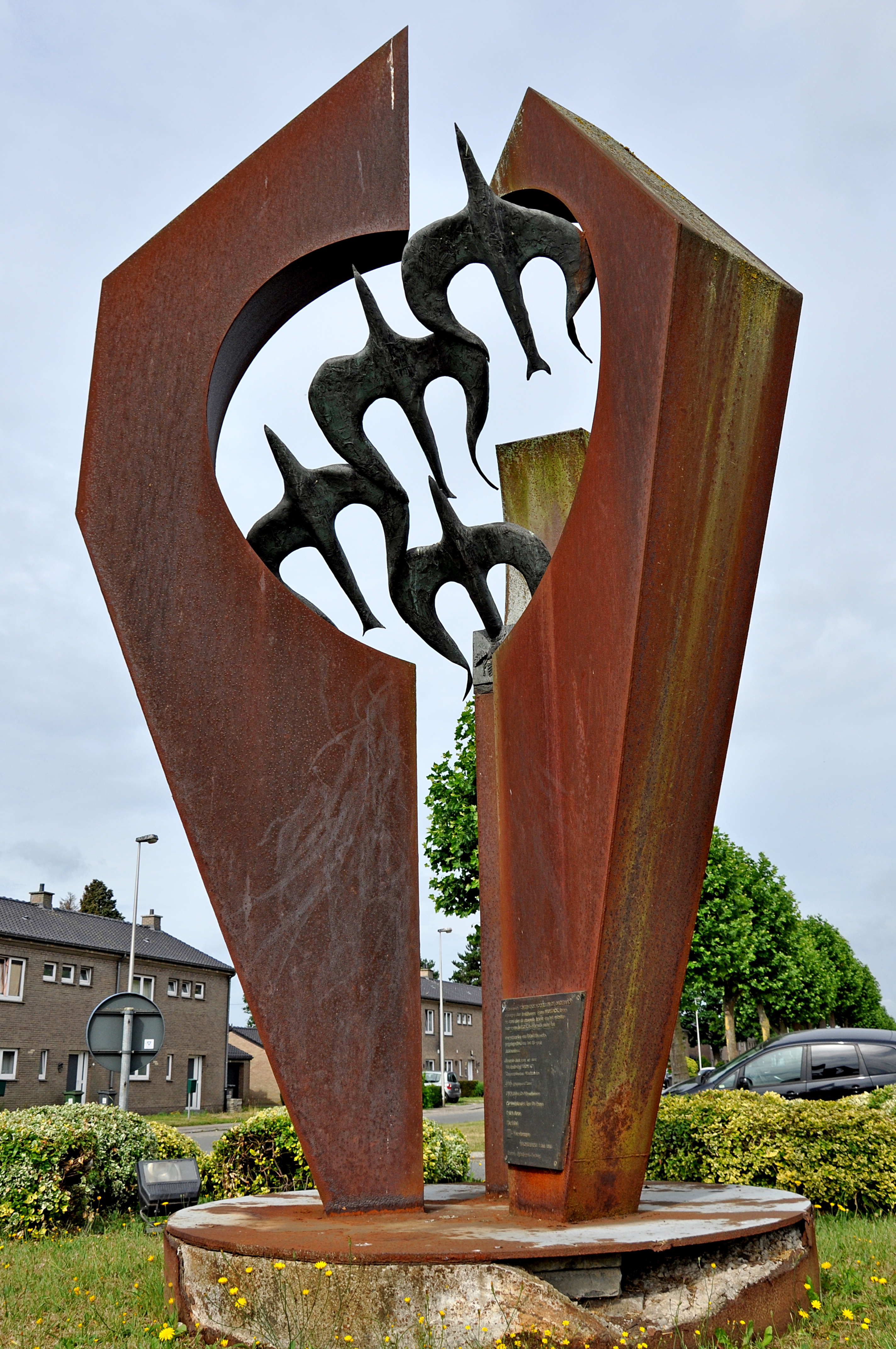
Zwervende vogels in de dageraad, Wachtebeke, 25 jaar Sidmarwijk, 1993
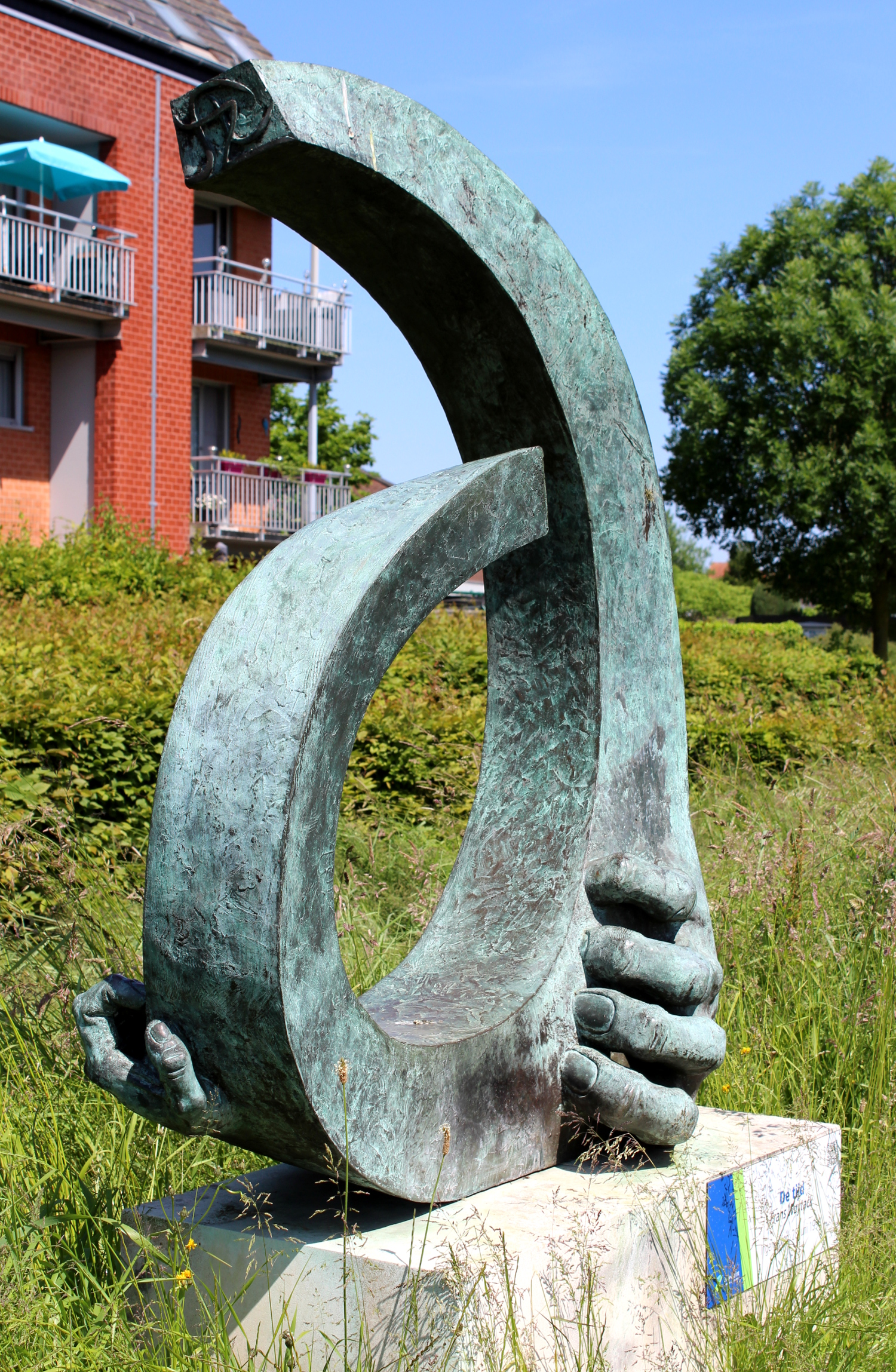
De tijd, Zwijndrecht, 1998, voor het project Kunst in de straat